# Dècada del 50

## Esdeveniments
- El Tocharian Yue-Chi o tribus es van unir sota el Kush liderat per Kujula Kadphises, creant així l'Imperi Kushan a l'Afganistan i el nord de l'Índia. (data aproximada)[1]
- Redacció del Nou Testament.[2]

## Personatges destacats
- Neró, emperador romà (54-68), el darrer de la dinastia julioclàudia.
- Claudi, emperador romà (41-54).
- Pau de Tars (c. 10-65), divulgà el cristianisme per l'Àsia Menor.
- Sant Pere (c. 65†), un dels dotze apòstols de Jesús i el primer Cap del Cristianisme.
- Sèneca (4-65), filòsof romà, polític, dramaturg.